# Keswick
Keswick er en by i Allerdale-distriktet, Cumbria, England, med et indbyggertal (pr. 2015) på 4.806. Byen ligger 399,4 km fra London.